# C. 오브리 스미스
찰스 오브리 스미스(Charles Aubrey Smith, 1863년 7월 21일~1948년 12월 20일)는 영국의 크리켓 선수이자 배우이다.

## 생애
1863년 7월 21일 잉글랜드 런던에서 태어나 케임브리지 대학교 세인트 존 칼리지에서 수학하였다. 1948년 12월 20일 죽었다.

## 작품 목록
- 《오늘 밤은 사랑해 주세요》 (1932년)